# مرصد الموجات الثقالية

رسم بياني تخطيطي لمقياس تداخل ليزري.

مرصد الموجة الثقالية (أو كاشف الموجة الثقالية) هو أي جهاز مصمم لقياس الأمواج الثقالية، وهي تشوهات أو تموجات صغيرة في الزمكان تنتشر على شكل أمواج، تنبأت بوجودها نظرية النسبية العامة لألبرت أينشتاين لأول مرة في عام 1916. . الأمواج الثقالية هي اضطراب في تقوس الزمكان النظري ناجم عن الكتل المتسارعة (مثل نجمين يدوران حول بعضهما). وجود الإشعاع الثقالي هو تنبؤ دقيق للنسبية العامة، ولكن هو أيضا سمة من سمات جميع نظريات الجاذبية التي تمثل النسبية الخاصة.
منذ الستينيات، تم بناء أجهزة الكشف عن الأمواج الثقالية وحٌسّنت باستمرار. وقد وصل إجمالي الجيل الحالي من الهوائيات الرنانة (Resonant antennas) وكذلك قياس التداخل الليزري إلى الحساسية اللازمة للكشف عن الأمواج الثقالية من مصادر درب التبانة. وتعد مراصد الأمواج الثقالية الأداة الرئيسية لعلم فلك الموجات الثقالية.
ولقد قدمت عدد من التجارب أدلة غير مباشرة، لا سيما مراقبة النبضات الثنائية. وفي فبراير 2016، أعلن فريق مرصد الليزر المتطور لقياس تداخل الموجات الثقالية (ليغو) عن اكتشاف الأمواج الثقالية من اندماج زوج من الثقوب السوداء.

## التعقيدات
الكشف المباشر عن الموجات الثقالية معقد بسبب التأثير الصغير للغاية للأمواج على الكواشف. ينخفض اتساع الموجة الكروية بشكل يتناسب مع معكوس المسافة من المصدر. وهكذا، حتى بالنسبة للموجات الناجمة عن الأحداث المتطرفة، مثل اندماج الثقوب السوداء الثنائية، سيخفت اتساعها حتى يصبح صغيرًا جدًا عند وصول الموجات إلى الأرض. تنبأ علماء الفيزياء الفلكية بأن بعض الموجات الثقالية التي تمر عبر الأرض قد تنتج حركة تفاضلية في حدود 10^-18 متر في جهاز بحجم كاشف «ليغو».

## الهوائيات الكتلية الرنانة
يُطلق على الجهاز البسيط المُخصص للكشف عن حركة الموجات المتوقعة اسم الهوائي الكتلي الرنان – وهو جسم صلب كبير من المعدن معزول عن الاهتزازات الخارجية. كان هذا النوع من الأدوات أول أجهزة كشف الموجات الثقالية. تثير الإجهادات في الفضاء الناتجة عن الموجات الثقالية هيكل الكاشف، ثم يمكن تضخيمها إلى مستويات يمكن كشفها. يمكن لمستعر أعظم قريب أن يكون قويًا بما يكفي لرصده دون تضخيم رنيني. مع ذلك، حتى عام 2018، لم يُجرَ أي رصد لموجات ثقالية قُبل على نطاق واسع من قبل المجتمع العلمي باستخدام أي نوع من أنواع الهوائيات الكتلية الرنانة، على الرغم من ادعاء بعض الباحثين نجاحهم برصد الموجات الثقالية باستخدام تلك الهوائيات.
توجد ثلاثة أنواع من الهوائيات الكتلية الرنانة: الهوائيات الشريطية(قضيبية) في درجة حرارة الغرفة، والهوائيات الشريطية المُبردة تبريدًا عميقًا والهوائيات الكروية المُبردة تبريدًا عميقًا.
كان النوع الأقدم هوائيًا من الهوائيات الشريطية في درجة حرارة الغرفة يسمى شريط «ويبر». كان هذا النوع من الكاشفات سائدًا في ستينات وسبعينات القرن العشرين وبُني العديد منها حول العالم. ادعى «ويبر» وآخرون في أواخر الستينات وأوائل السبعينات أن هذه الأجهزة رصدت بنجاح الموجات الثقالية. مع ذلك، فشل العلماء الآخرون بإعادة التجربة للكشف عن الموجات الثقالية باستخدام هذه الأجهزة؛ وبالتالي فقد أجمع العلماء على عدم قدرة أشرطة ويبر على اكتشاف الموجات الثقالية.
الجيل الثاني من الهوائيات الكتلية الرنانة، التي طُورت في الثمانينات والتسعينات، هوائيات الأشرطة المُبردة تبريدًا عميقًا التي تسمى أيضًا أشرطة ويبر في بعض الأحيان. في التسعينات، كانت هناك خمسة منها: «أوريجا» (بادوفا، إيطاليا)، و«ناوتلوس» (روما، إيطاليا)، و«إكسبلورر» (سيرن، سويسرا)، و«أليجرو» (لويزيانا، الولايات المتحدة)، و«نيوبي» (بيرث، أستراليا). في عام 1997، شكلت هذه الهوائيات الخمسة، التي تديرها أربع مجموعات بحثية للتعاون الدولي لأحداث الموجات الثقالية (آي جي إي سي). على مر السنين، ظهرت العديد من ادعاءات كشف الموجات الثقالية من قبل العلماء باستخدام الهوائيات المُبردة تبريدًا عميقًا، لكن لم يُقبل أي منها من قبل المجتمع العلمي الأوسع.
في ثمانينات القرن العشرين، كان هناك أيضا هوائي شريطي مبرد تبريدًا عميقًا يسمى «ألتايير»، الذي بُني مع هوائي شريطي في درجة حرارة الغرفة يسمى «جيوجراف» في إيطاليا كنموذج أولي للهوائيات القضيبية اللاحقة. ادعى مشغلوا كاشف جيوجراف أنهم كشفوا موجات ثقالية قادمة من مستعر أعظم يُسمى مستعر أعظم 1987 إيه (جنبًا إلى جنب مع كاشف آخر من نفس النوع)، ولكن رُفضت هذه الادعاءات أيضًا من قبل المجتمع العلمي الأوسع.
تعمل هذه الأشكال الحديثة من أجهزة ويبر الشريطية المُبردة تبريدًا عميقًا بالاستعانة بأجهزة تداخل كمومية فائقة التوصيل لكشف الاهتزازات (كجهاز أليجرو، على سبيل المثال). بعضها ما زال قيد التشغيل، مثل أوريجا، وهو كاشف شريطي اسطواني رنان مبرد تبريدًا عميقًا بٌني في  المعهد الوطني للفيزياء النووية في إيطاليا. تعاون فريقي أوريجا وليجو لإجراء عمليات رصد مشتركة.
يتفق العلماء حاليًا على أن أشرطة ويبر الحالية المُبردة تبريدًا عميقًا ليست حساسة بما يكفي للكشف عن أي شيء سوى الموجات الثقالية القوية للغاية. اعتبارًا من عام 2018، لم يُكشف عن موجات ثقالية باستخدام هذه الأجهزة.
في العقد الأول من القرن الحادي والعشرين، ظهر الجيل الثالث من الهوائيات الكتلية الرنانة ـالهوائي الكروي المبرد تبريدًا عميقًا. اقتُرح بناء أربع هوائيات كروية نحو عام 2000 وقد بُني اثنين منها كنسخ مصغرة (في حين أٌلغي بناء الهوائيين الآخرين). كانت الهوائيات المقترحة هي «جرايل» (هولندا، أصبح يُعرف باسم «ميني جرايل» بعدما جرى تصغيره)، و«تيجا» (الولايات المتحدة، نماذج أولية صغيرة)، و«سفيرا» (إيطاليا)، و«جرافيتون» (البرازيل، أصبح يُعرف باسم «ماريو شنبيرج» بعدما جرى تصغيره).
يوجد حاليًا هوائيان كرويان مبردان تبريدًا عميقًا لكشف الموجات الثقالية، ميني جرايل وماريو شنبيرج. بُني هذان الهوائيان في الواقع بفضل جهد تعاوني، ويتمتعان بالكثير من القواسم المشتركة.
يقع ميني جرايل في جامعة «ليدن»، ويتكون من كرة مصنوعة بدقة بكتلة 1150 كيلوجرام (2540 باوند) مُبردة تبريدًا عميقًا إلى درجة حرارة 20 ملي كلفن (273.1300 درجة مئوية تحت الصفر؛ 459.6340 درجة فهرنهايت تحت الصفر). يتيح التكوين الكروي إجراء قياسات بحساسية متساوية في جميع الاتجاهات، وهو أبسط إلى حد ما من الناحية التجريبية من الأجهزة الخطية الأكبر حجمًا التي تتطلب فراغًا عالي المستوى. تُكشف الأحداث عن طريق قياس التشوهات في كرة الكاشف. يتمتع كاشف ميني جرايل بحساسية كبيرة في نطاق 2-4 كيلوهرتز، وهو مناسب للكشف عن الموجات الثقالية الناتجة عن أحداث النجوم النيوترونية غير المستقرة أو اندماجات الثقوب السوداء الصغيرة.
يقع هوائي ماريو شنبيرج في ساو باولو، البرازيل.

## أجهزة كشف الأمواج الثقالية العاملة والمخطط لها
- (1995) تاما 300
- (1995) جيو 600
- (2002) ليغو
- (2003) مينيغرايل
- (2005) مصفوفة توقيت النجوم النابضة (لمقراب-مرصد باركز)
- (2006) مرصد كليو (مرصد التداخل الليزري عالي التّبريد)
- (2007) مقياس التداخل فيرجو
- (2015) ليغو المتقدم
- (2015) المسبار ليزا باثفايندر
- (2016) فيرجو المتقدم
- (2018) كاجرا (مكتشف الأمواج الثقالية كاميوكا)
- (2023) إنديجو (ليغو-الهند)[14]
- (2025) تيانشين
- (2027) مرصد الأمواج الثقالية ديسي-هيرتز (DECIGO)
- (2030) تلسكوب أينشتاين
- (2034) هوائي مقياس التداخل الليزري الفضائي